# Justin Florek
Justin Florek (né le 18 mai 1990 à Marquette dans l'État du Michigan aux États-Unis) est un joueur professionnel américain de hockey sur glace. Il évolue au poste d'ailier gauche.

## Biographie
Justin Florek a joué deux saisons en tant que junior en tant que junior avec l'Équipe nationale de développement des États-Unis dans la North American Hockey League. En 2008, il joue avec l'équipe de hockey des Wildcats de Northern Michigan au championnat NCAA. Après deux saisons, il est repêché par les Bruins de Boston au 135e rang du repêchage d'entrée dans la LNH 2010. Le 25 mars 2012, il signe son premier contrat professionnel avec l'équipe de Boston et joue le reste de la saison avec les Bruins de Providence, club-école de Boston dans la Ligue américaine de hockey. Il joue son premier match avec Boston le 4 janvier 2014 contre les Jets de Winnipeg.

## Statistiques
| Saison     | Équipe                                          | Ligue      |    | Saison régulière | Saison régulière | Saison régulière | Saison régulière | Saison régulière |   | Séries éliminatoires | Séries éliminatoires | Séries éliminatoires | Séries éliminatoires | Séries éliminatoires |
| Saison     | Équipe                                          | Ligue      | PJ | B                | A                | Pts              | Pun              | PJ               | B | A                    | Pts                  | Pun                  |                      |                      |
| 2006-2007  | United States National Development Team -18 ans | NAHL       | 47 | 11               | 10               | 21               | 40               | -                | - | -                    | -                    | -                    |                      |                      |
| 2007-2008  | United States National Development Team -18 ans | NAHL       | 13 | 3                | 3                | 6                | 8                | -                | - | -                    | -                    | -                    |                      |                      |
| 2008-2009  | Wildcats de Northern Michigan                   | NCAA       | 40 | 9                | 8                | 17               | 6                | -                | - | -                    | -                    | -                    |                      |                      |
| 2009-2010  | Wildcats de Northern Michigan                   | NCAA       | 41 | 12               | 23               | 35               | 22               | -                | - | -                    | -                    | -                    |                      |                      |
| 2010-2011  | Wildcats de Northern Michigan                   | NCAA       | 39 | 13               | 15               | 28               | 14               | -                | - | -                    | -                    | -                    |                      |                      |
| 2011-2012  | Wildcats de Northern Michigan                   | NCAA       | 37 | 19               | 17               | 36               | 18               | -                | - | -                    | -                    | -                    |                      |                      |
| 2011-2012  | Bruins de Providence                            | LAH        | 8  | 2                | 2                | 4                | 2                | -                | - | -                    | -                    | -                    |                      |                      |
| 2012-2013  | Bruins de Providence                            | LAH        | 71 | 11               | 16               | 27               | 37               | 12               | 1 | 2                    | 3                    | 4                    |                      |                      |
| 2013-2014  | Bruins de Providence                            | LAH        | 69 | 19               | 19               | 38               | 27               | 5                | 1 | 0                    | 1                    | 0                    |                      |                      |
| 2013-2014  | Bruins de Boston                                | LNH        | 4  | 1                | 1                | 2                | 0                | 6                | 1 | 0                    | 1                    | 4                    |                      |                      |
| 2014-2015  | Bruins de Providence                            | LAH        | 73 | 11               | 24               | 35               | 33               | 5                | 0 | 0                    | 0                    | 2                    |                      |                      |
| 2015-2016  | Sound Tigers de Bridgeport                      | LAH        | 76 | 7                | 9                | 16               | 31               | 3                | 1 | 0                    | 1                    | 0                    |                      |                      |
| 2016-2017  | Admirals de Milwaukee                           | LAH        | 75 | 12               | 18               | 30               | 12               | 3                | 0 | 0                    | 0                    | 2                    |                      |                      |
| 2017-2018  | Iserlohn Roosters                               | DEL        | 51 | 9                | 12               | 21               | 22               | 2                | 0 | 0                    | 0                    | 0                    |                      |                      |
| 2018-2019  | Iserlohn Roosters                               | DEL        | 52 | 10               | 11               | 21               | 22               | -                | - | -                    | -                    | -                    |                      |                      |
| 2019-2020  | EHC Linz                                        | EBEL       | 48 | 8                | 17               | 25               | 42               | -                | - | -                    | -                    | -                    |                      |                      |
| 2020-2021  | Stingrays de la Caroline du Sud                 | ECHL       | 65 | 19               | 22               | 41               | 29               | 13               | 4 | 2                    | 6                    | 12                   |                      |                      |
| 2021-2022  | Stingrays de la Caroline du Sud                 | ECHL       | 69 | 22               | 25               | 47               | 34               | -                | - | -                    | -                    | -                    |                      |                      |
| 2022-2023  | Stingrays de la Caroline du Sud                 | ECHL       | 65 | 17               | 24               | 41               | 57               | 6                | 0 | 2                    | 2                    | 4                    |                      |                      |
| Totaux LNH | Totaux LNH                                      | Totaux LNH | 4  | 1                | 1                | 2                | 0                | 6                | 1 | 0                    | 1                    | 4                    |                      |                      |

## Trophées et honneurs personnels
- 2011-2012 : nommé dans la deuxième équipe d'étoiles de la CCHA